# Iowa River
Der Iowa River ist ein 482 km langer rechter Nebenfluss des Mississippi River.
Der Fluss besitzt zwei Quellflüsse, die im Hancock County entspringen. 
Sie fließen nach etwa 40 Kilometer zusammen. 
Zuerst fließt der Iowa River in südöstlicher Richtung durch Iowa Falls, Marshalltown und durch die Amana Colonies. 
Im Johnson County macht er einen Bogen Richtung Süden und fließt durch Iowa City. 
Unterhalb Iowa City wird der Fluss gestaut. Bevor er in den Mississippi mündet, treffen die Flüsse English River und Cedar River auf den Iowa River.